# Salpis pisinna
Salpis pisinna är en fjärilsart som beskrevs av Frederick H. Rindge 1973. Salpis pisinna ingår i släktet Salpis och familjen mätare. Inga underarter finns listade.